# Pachthof

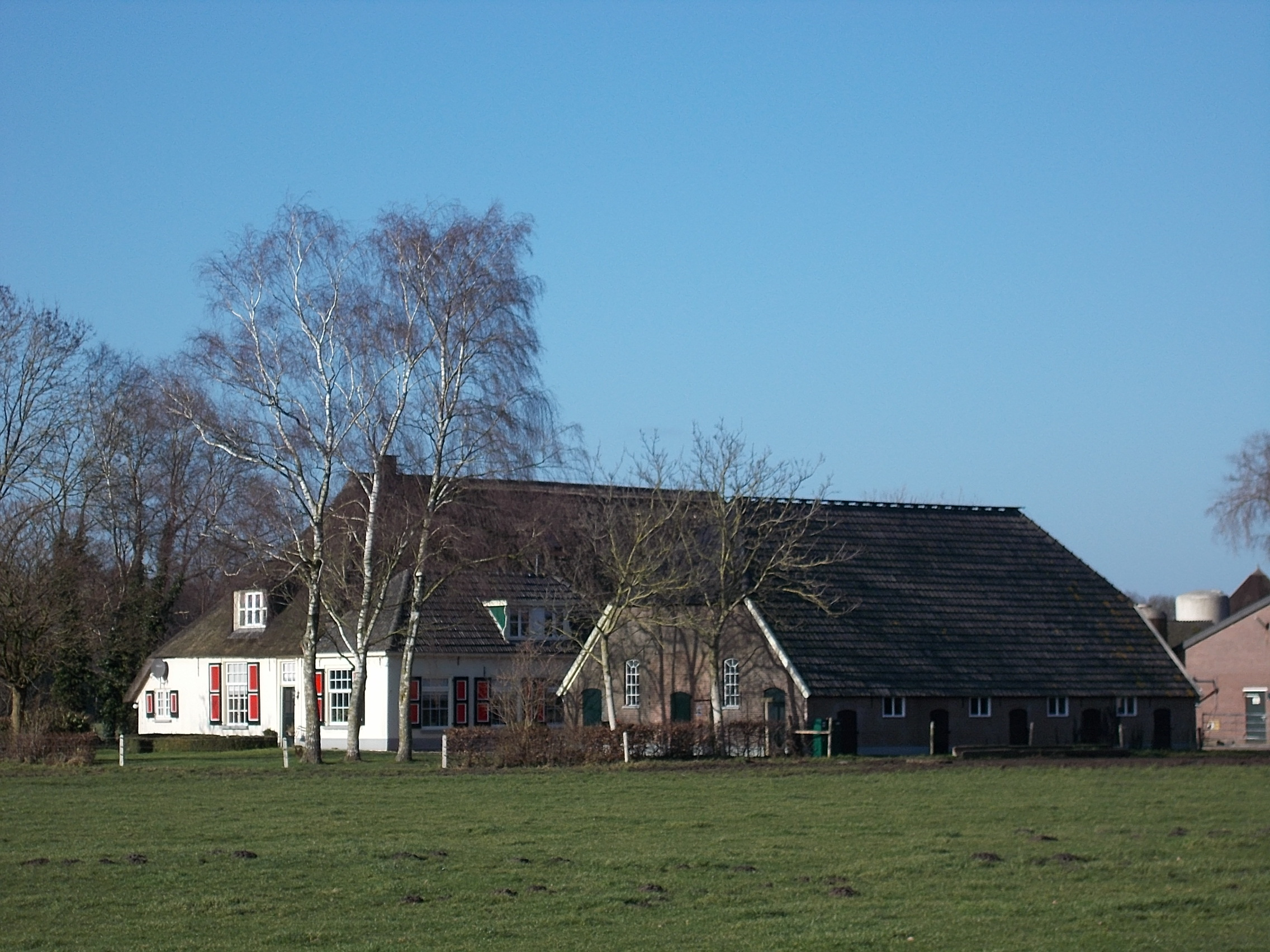
Pachtboerderij 't Overweg van stichting IJssellandschap

Een pachthof, pachthoeve, pachtgoed of pachtboerderij, soms ook neerhof genoemd, is een hoeve op grond waarover pacht verschuldigd is, die met andere woorden niet bewoond en uitgebaat wordt door de eigenaren.
De eigenaars kunnen van oudsher bijvoorbeeld adellijke families zijn of kerkelijke instanties, maar ook instaties van natuur- en landschapsbeheer en beleggers. Aan het uiterlijk van een pachtboerderij zelf is de bezitssituatie vaak niet te zien.